# 町名改正
町名改正，是指行政區重編的町名變更。在台灣專指各大都市在台灣日治時期實施的行政區劃改革，本質為移植日本內地的一連串措施，將台灣自明清時期以來的線性街道命名方式，改為日本特有的町。1919年4月首先在臺南市實施，1920年實施市制後，依序在台北市、高雄市、台中市、基隆市、嘉義市、新竹市、屏東市實施町名改正。
另外，除了上述實施町名改正的城市，在一些規模較小的市街也公布町名，但其僅是地方的通稱，並非正式的行政區劃。

## 概述
「町名改正」並非只是將舊的街庄名稱改為町名，而是台灣總督府在市街的現代化之後，將大都市的市區部分重新劃定行政區，並將新行政區以日式的「町」命名，與郊區的「大字」一樣，同時具有「戶籍」與「地籍」上的單位名稱。町下以數字分「丁目」，丁目下設「番號」。
台灣的這套町名在二戰結束由國民政府接收台灣後結束使用，臺灣改用道路門牌作為戶籍使用，町名區劃則純粹在地籍上使用，並將町改名為段、大部份町名更名。詳見地號。

## 町名一覽

### 台北市
大正9年（1920年）9月台北市制施行。大正11年（1922年）3月實施町名改正，市區劃分成64町。
- 台北市舊町名一覽

### 基隆市

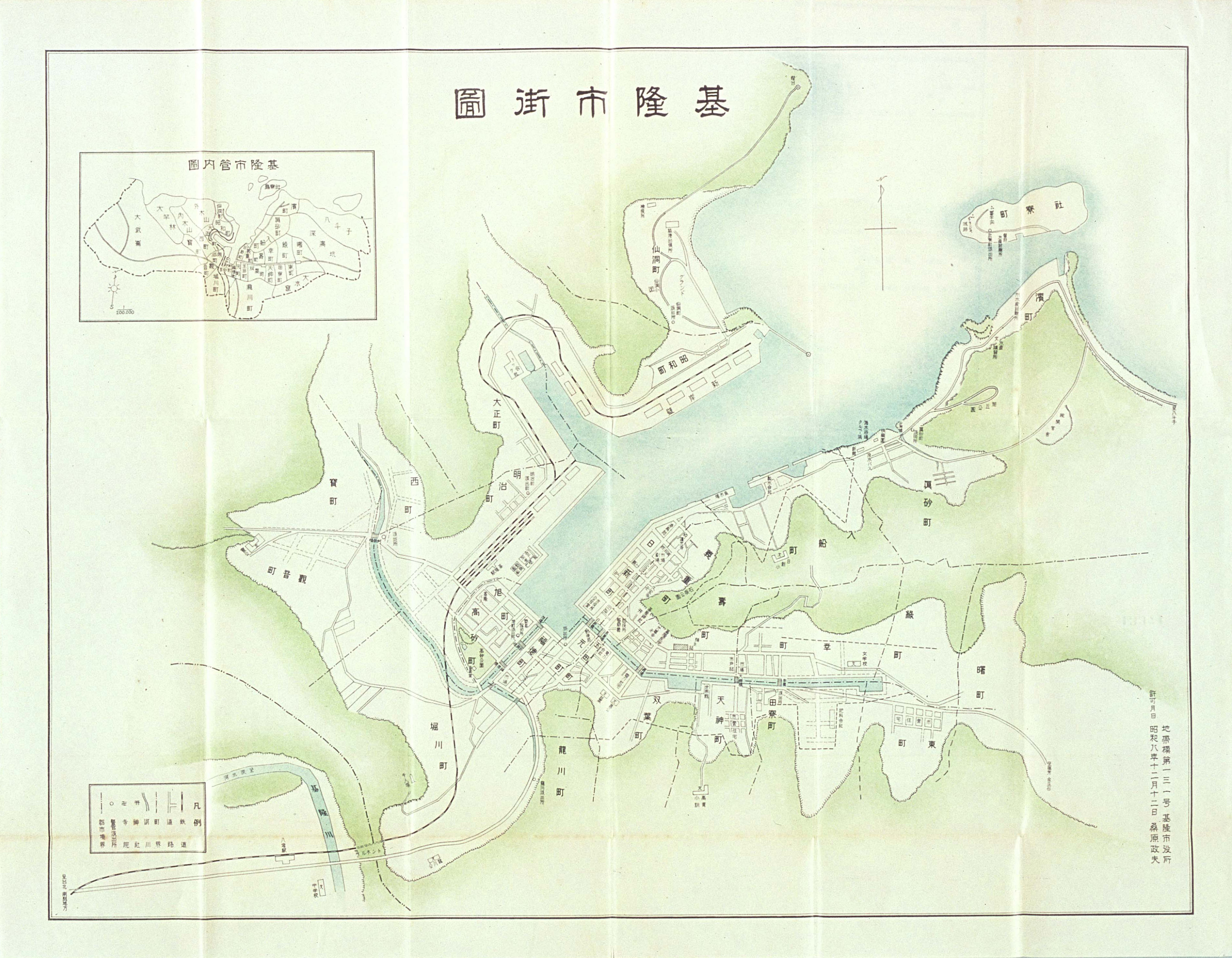
基隆市街圖

大正13年（1924年）基隆市制施行。昭和6年（1931年）10月實施町名改正，市區劃分成28町，分別為高砂町、旭町、觀音町、寶町、西町、明治町、大正町、昭和町、仙洞町、堀川町、瀧川町、福德町、元町、玉田町、雙葉町、天神町、田寮町、東町、壽町、幸町、綠町、曙町、義重町、日新町、入船町、真砂町、濱町、社寮町。

### 新竹市
昭和5年（1930年）1月新竹市制施行。昭和10年（1935年）8月實施町名改正，市區劃分成15町，分別為榮町、東門町、旭町、田町、錦町、花園町、南門町、新興町、黑金町、西門町、住吉町、宮前町、表町、北門町、新富町。

### 台中市

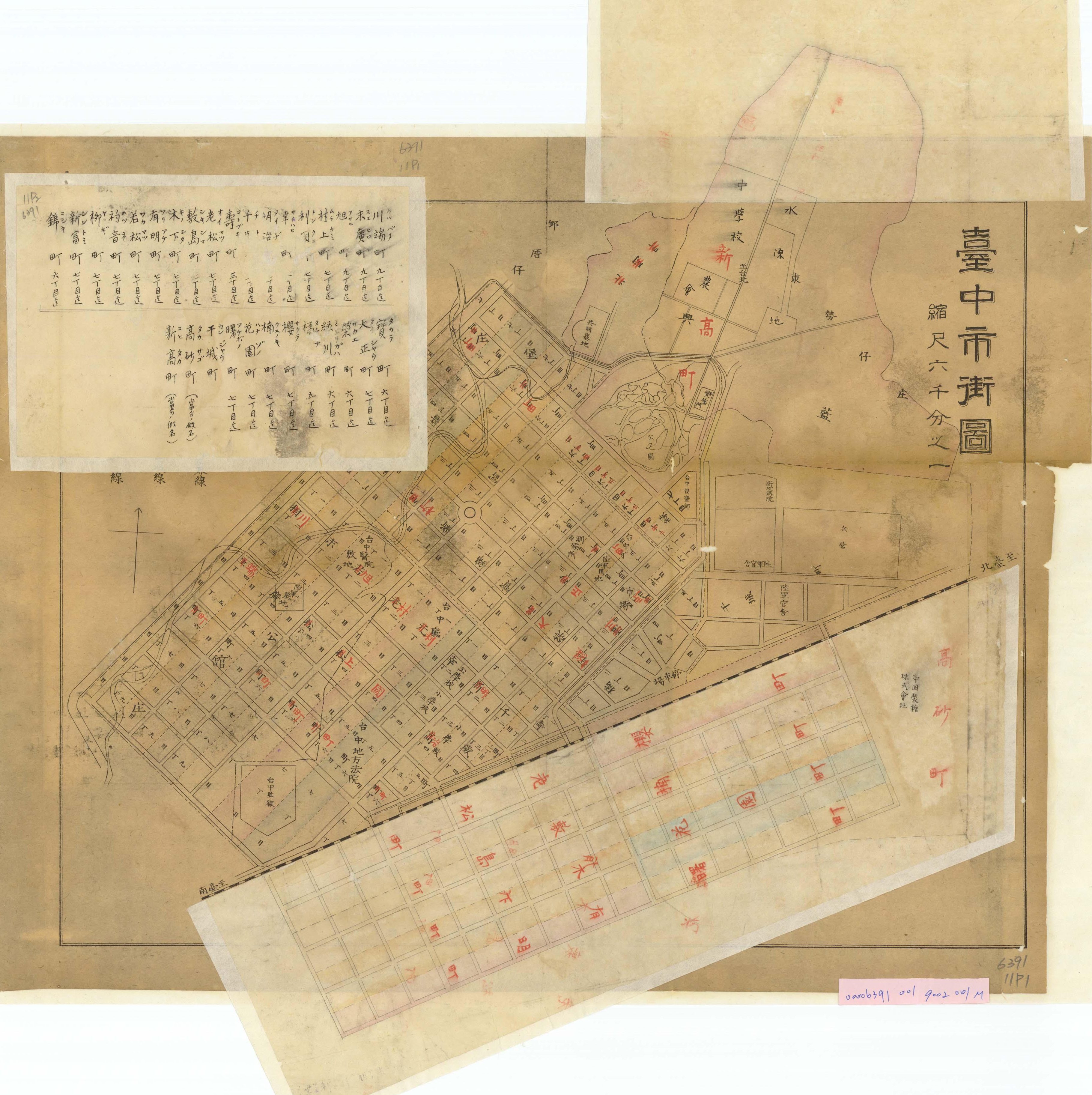
1916年臺中市通稱町名

大正5年（1916年）11月3日公佈30町，分別為橘町、綠川町、榮町、大正町、寶町、錦町、新富町、柳町、初音町、若松町、末廣町、旭町、村上町、利國町、幸町、明治町、千歲町、壽町、老松町、敷島町、木下町、有明町、曙町、花園町、楠町、櫻町、高砂町、干城町、新高町、川端町。大正9年（1920年）9月台中市制施行。大正15年（1926年）2月實施町名改正，市區劃分成31町，新增梅枝町。

### 嘉義市

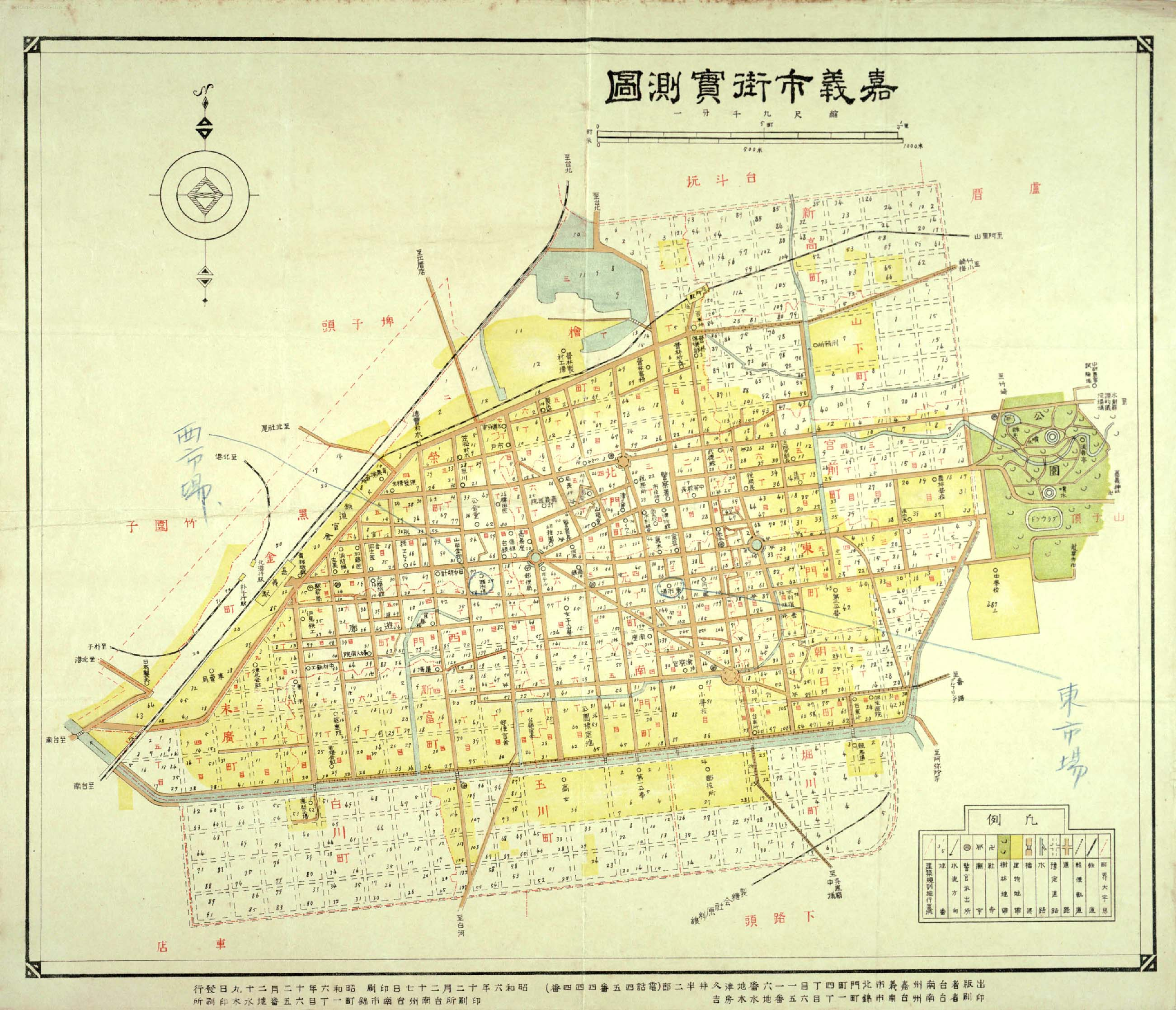
1931年嘉義市街實測圖

昭和5年（1930年）1月嘉義市制施行。昭和7年（1932年）1月實施町名改正，市區劃分成17町，分別為新高町、山下町、宮前町、東門町、朝日町、檜町、北門町、元町、南門町、堀川町、玉川町、榮町、西門町、新富町、黑金町、末廣町、白川町。

### 臺南市
大正5年（1916年）11月3日公佈，大正8年（1919年）4月1日實施町名改正，市區劃分成31町，為臺灣最早實施者。翌年（1920年）9月實施市制，分別為旭町、壽町、竹園町、北門町、東門町、清水町、高砂町、開山町、綠町、幸町、錦町、白金町、末廣町、南門町、大宮町、泉町、西門町、濱町、大正町、花園町、本町、明治町、臺町、老松町、寶町、福住町、永樂町、入船町、港町、田町、新町。

### 高雄市
打狗最初於1912年公佈15個町名，大正13年（1924年）高雄市制施行，大正14年（1925年）實施町名改正，市區劃分成14町。
- 高雄市舊町名一覽

### 屏東市

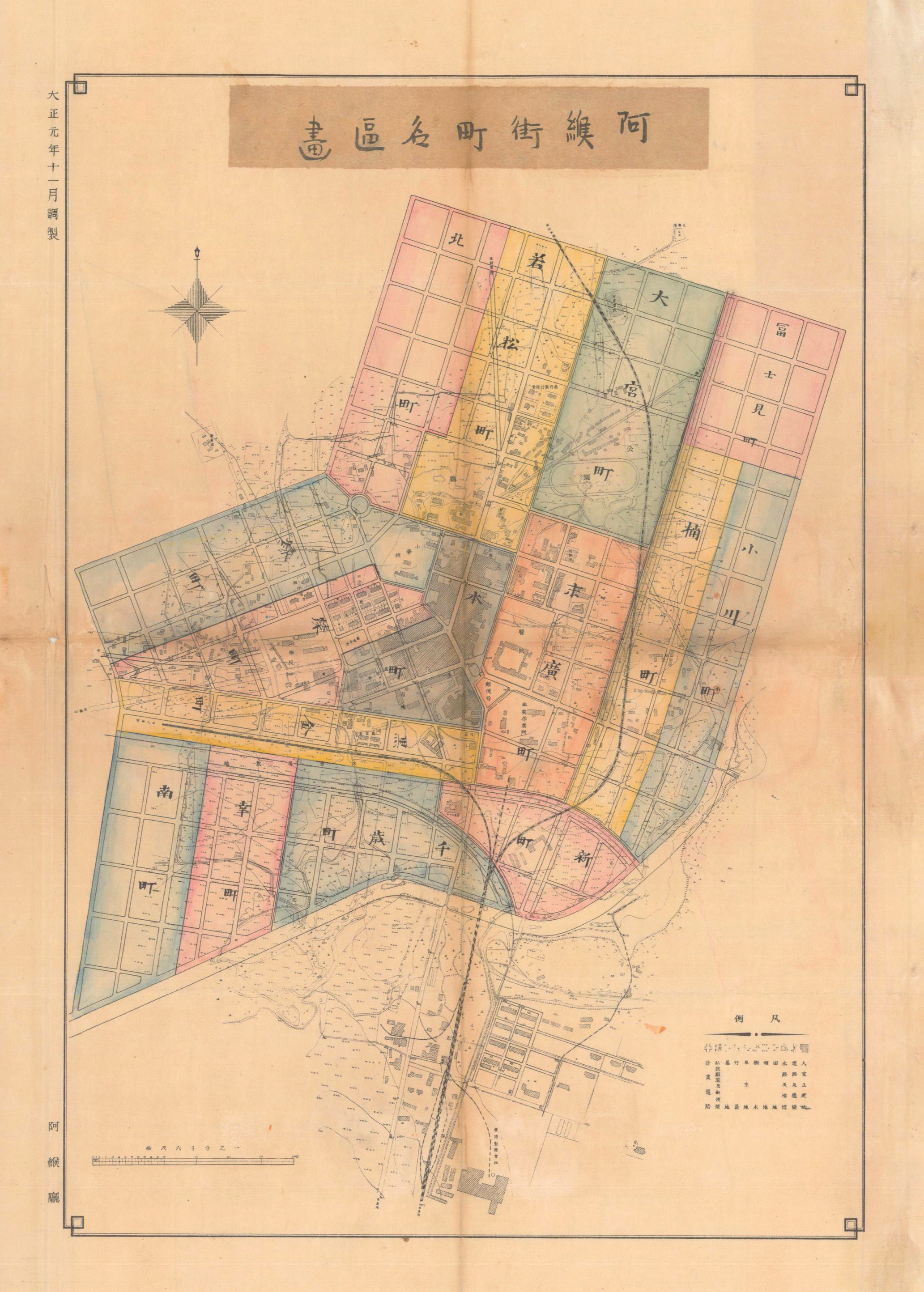
1918年阿緱街公佈的15個町名

大正7年（1918年）阿緱街公佈15個町名，分別為黑金町、千歲町、幸町、本町、榮町、綠町、北町、若松町、大宮町、小川町、南町、末廣町、富士見町、楠町、新町。昭和8年（1933年）12月屏東市制施行，昭和14年（1939年）4月實施町名改正，市區劃分成21町，廢除南町、末廣町、富士見町、楠町、新町，新設田町、大和町、干城町、旭町、清水町、昭和町、瑞穗町、大武町、柳町、竹園町、隼町。

## 通稱町名

### 馬公街

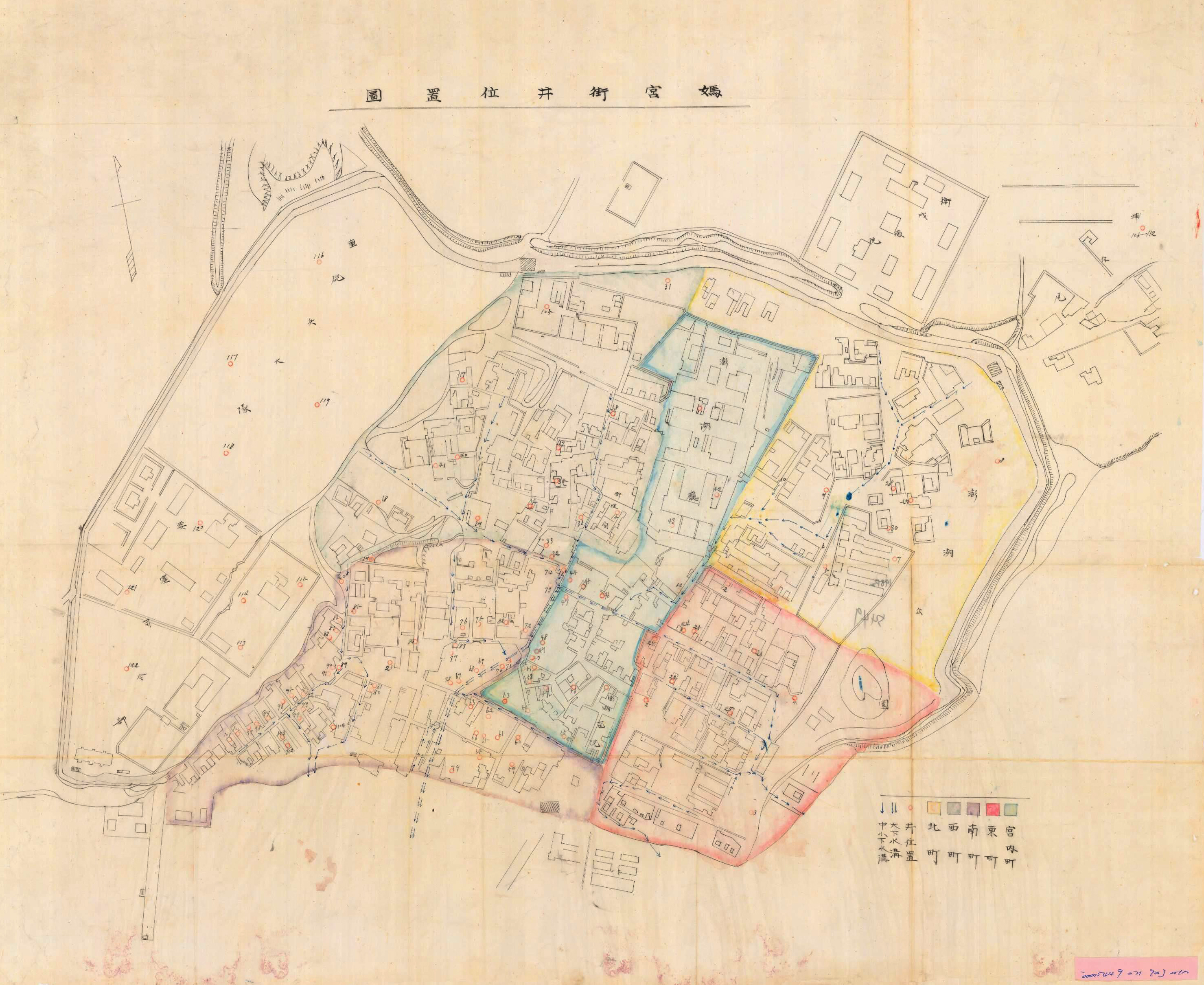
媽宮街通稱町名

媽宮街在1897年即劃設5町，分別為宮內町、北町、東町、南町、西町。

### 臺東街

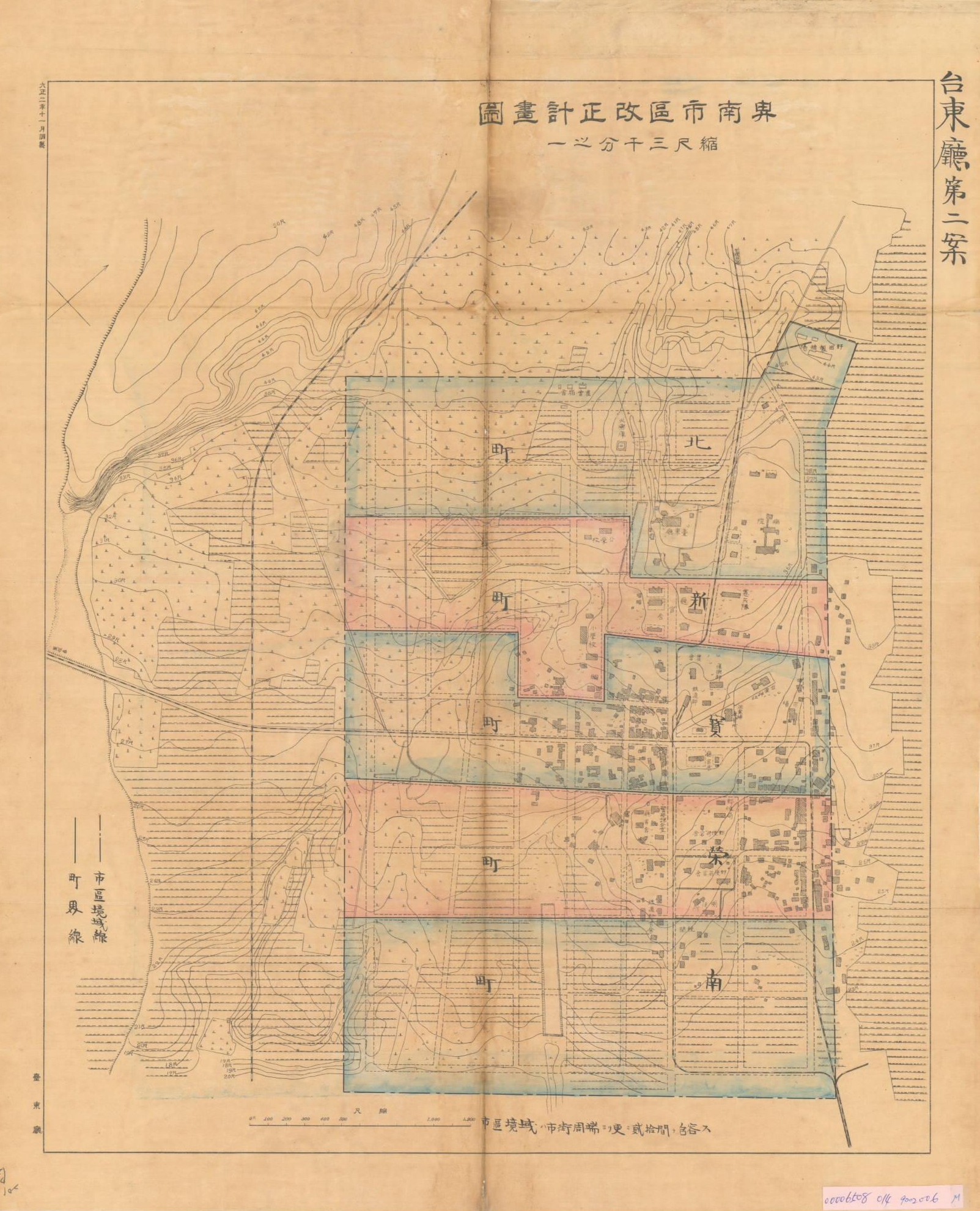
台東街通稱町名

卑南街在1918年公布町名，當時有兩個方案，分別為方案一：相良町、上町、仲町、濱町；方案二：北町、新町、寶町、榮町、南町。後來由方案二勝出。

### 臺南市
臺南市於1937年擴張都市計畫，在市區外圍設立白川町、青葉町、伏見町、水道町、若竹町、乃木町、汐見町、昭和町。

### 花蓮港市
花蓮港是於1940年設25個使用「町名」的區，分別為南濱區、北濱區、入船區、黑金一區、黑金二區、黑金三區、連雀區、稻住一區、稻住二區、稻住三區、稻住四區、稻住五區、福住一區、福住二區、舊新港一區、舊新港二區、有明區、千石區、水上區、米崙一區、米崙二區、米崙三區、豐川區、佐倉區、宮下區。

### 宜蘭市
昭和16年（1941年）11月，宜蘭市劃分為11個使用「町名」的區，包括昭和町區、本町區、宮前町區、文武町區、富士町區、錦町區、榮町區、旭町區、北町區、東町區及南町區。昭和18年（1943年）4月，11區整併為7區，包括本町區、幸町區、錦町區、旭町區、川端町區、曙町區及富田町區。1941年減為15區。

### 彰化市
彰化市於1941年，在市內劃設38個町，分別為宮前町、東榮町、本町、幸町、千歲町、湳尾町、大埔町、旭町、大和町、坑子內町、西榮町、南末廣町、北末廣町、富田町、新富町、平和厝町、水尾町、表町、泉町、東春日町、西春日町、楠町、大竹第一町、大竹第二町、番社町、阿夷町、牛稠子町、寶廍町、牛埔子町、渡船頭町、柴坑子町、山腳町、快官町、竹蒼町、石碑坑町、田中央町、新高町、春日町，為最具台灣本地風土的町名。

## 町名由來
町名有源自年號、知名總督、傳統街庄名稱、地標、地理景觀或取祥瑞之意命名等。以下列舉部分町名的由來。

### 移植和風地名
- 大和町：源自日本古稱大和。
- 敷島町：源自日本別名敷島。
- 大宮町：境內有神社
- 其他：寶町、旭町、幸町、錦町、末廣町、榮町、梅ヶ枝町

### 人物姓名
- 明治町、大正町、昭和町、伏見町、白川町：天皇年號或皇族宮號。
- 樺山町、乃木町、兒玉町、佐久間町、明石町：歷代總督。
- 開山町：開山聖王（鄭成功）

### 傳統地名
- 高砂町：源自台灣舊稱高砂。
- 義重町：源自基隆義重橋街。
- 田寮町：源自基隆田寮港。
- 社寮町：源自基隆社寮。
- 上奎府町、下奎府町：源自臺北奎府社。
- 新高町：源自新高山。
- 哨船町：源自哨船頭。
- 鹽埕町：源自鹽埕埔。

#### 地名轉化
- 白金町：源自臺南市打銀街
- 竹園町：源自臺南市西竹圍

### 地理位置
- 表町、本町、榮町：鬧區、商業區。
- 旭町：位於市區東方（旭日東升之意）
- 入船町、港町、湊町：位在港口一帶。
- 濱町、川端町：位在河濱、河岸一帶。
- 堀江町、堀川町：位在圳道邊。
- 花園町：公園一帶。
- 山下町：位在山腳下。
- 大宮町、宮前町：神社所在地或附近。
- 北門町、東門町、南門町、西門町：鄰近城門。
- 龍山寺町、開山町、文武町：源自龍山寺、開山王廟、文武廟。
- 黑金町：黑金，鐵之意。鐵道或車站一帶[4]。